# Neopachystola granulipennis
Neopachystola granulipennis är en skalbaggsart som först beskrevs av Stefan von Breuning 1971.  Neopachystola granulipennis ingår i släktet Neopachystola och familjen långhorningar.
Artens utbredningsområde är:
- Kenya.
- Moçambique.

Inga underarter finns listade i Catalogue of Life.